# The Royal Army
The Royal Swedish Roller Derby, också kallad Royals, är en roller derby-liga baserad i Stockholm som grundades 2011. Till skillnad från andra svenska roller derby-ligor har Royals, vid sidan av sitt deltagande i det nationella seriespelet, också ett inhemskt seriespel med tre lag.

## Historia
Royals grundades 2011, sedan några av grundarna av Stockholm Roller Derby och Luleå Roller Derby kände att något saknades. De ville skapa underground-känsla i svensk roller derby och bestämde sig för att starta vad de kallade ”Sveriges första riot-liga”.

## Lag
Royals A-lag heter The Royal Army och spelade säsongen 2015/2016 i Elitserien. 2017 är laget tillbaka i Division 1 och kämpar för revansch. Sedan våren 2016 har de även ett B-lag kallat The Royal Brigade Övriga lag spelar framförallt mot varandra och heter Brass Knuckle Harlots, Rottin’ Rollers samt Slayer Sisters.